# Paul Petersen

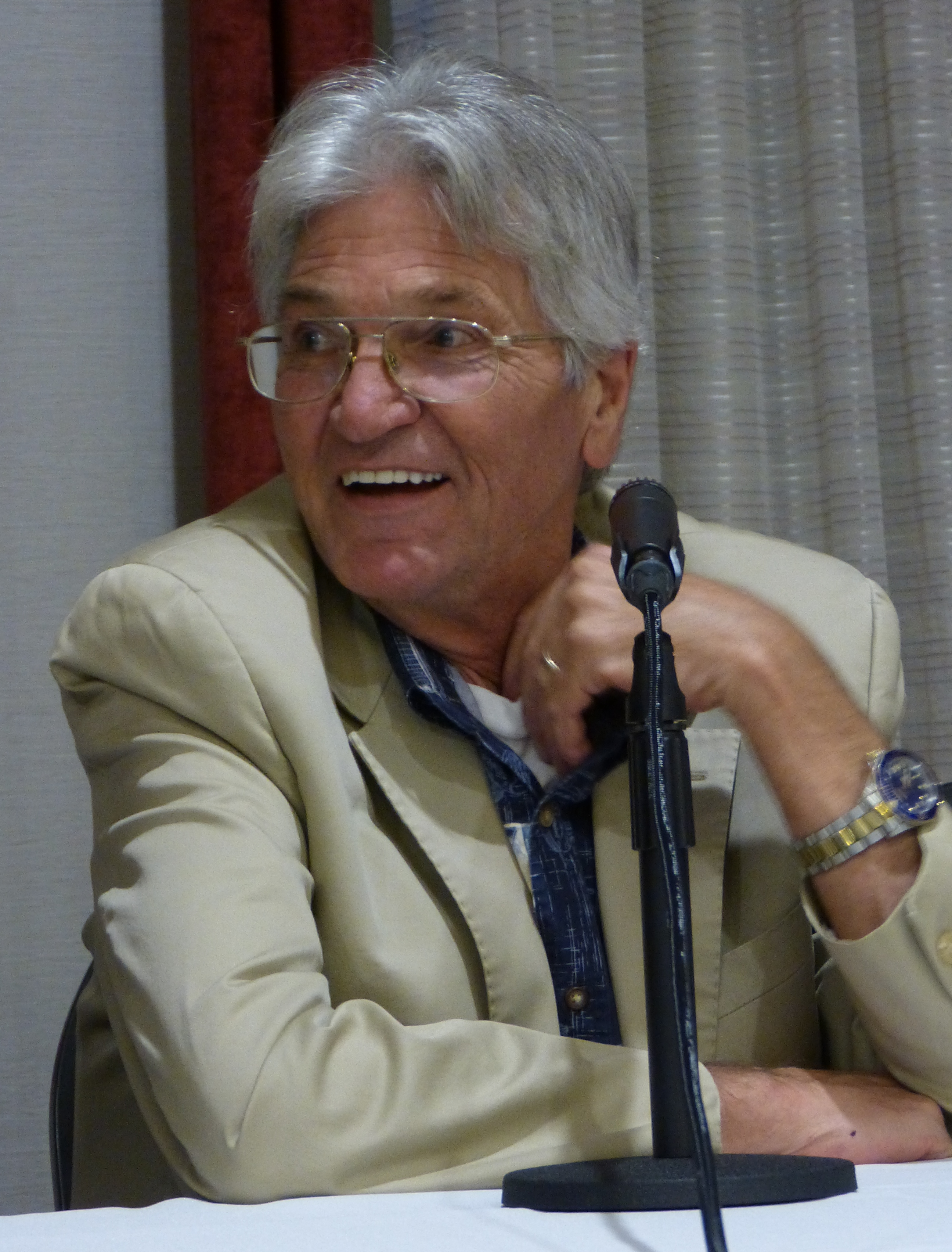
Paul Petersen (2015)

Paul Petersen (* 23. September 1945 in Glendale, Kalifornien) ist ein US-amerikanischer Schauspieler.

## Leben
Paul Petersen wurde in den 1950er Jahren von seiner bühnenbegeisterten Mutter ins Theatergeschäft eingeführt. Neben seiner Arbeit auf der Bühne wurde er in einigen Kinofilmen, beispielsweise in Hausboot als Sohn von Cary Grant, eingesetzt. Auch für das Fernsehen arbeitete Petersen. In der Disney-Produktion The Mickey Mouse Club spielte er einen der Musketiere. Walt Disney persönlich entließ ihn wegen schlechten Benehmens (Petersen hatte den Regisseur geschlagen, weil der ihn zu oft „Maus“ genannt hatte). Mit 12 Jahren wurde er als Jeff Stone in Donna Reeds Sitcom Mutter ist die Allerbeste (The Donna Reed Show) berühmt. Der gutaussehende Bursche war beim Publikum begehrt, Fan-Clubs bildeten sich schnell. Da seine Serienschwester Shelley Fabares mit dem Song Johnny Angel einen Hit landete, begann auch Paul, einige Songs aufzunehmen. Jedoch waren seine Aufnahmen nur wenig erfolgreich.
Die Sitcom wurde 1966 eingestellt. Der Vietnamkrieg beeinflusste auch die Filmindustrie. Ein junger seriöser Mann mit der Ausstrahlung des „netten Jungen von nebenan“ hatte es nun schwer. Die Leute identifizierten Paul nur noch als Jeff Stone. Für ihn gab es nur noch kleine Nebenrollen bei Film und Fernsehen.
In dieser bedrückenden und aussichtslosen Situation entsann sich Paul seines Kollegen Mickey Rooney. Wie dieser ehemalige Kinderstar ging er auf ein College und studierte dort Englisch und Geschichte. Außerdem verfasste Petersen Abenteuerromane (insgesamt 16 Stück). 10 Jahre lang führte er einen Limousinen-Service. Seine wohl größte Leistung ist die Gründung der A Minor Consideration im Jahr 1991, einer Non-Profit-Organisation zur Unterstützung von Kindern, die im Showbusiness tätig sind, sowie erwachsenen Ex-Kinderstars, die finanzielle und emotionale Hilfe benötigen. Petersen setzt sich für eine bessere Ausbildung und Einhaltung einer 40-Stunden-Woche ein. Mittlerweile hat Pauls Arbeit große und tiefgreifende Änderungen in Hollywood erzielt.
Für die UNO war er ein Abgesandter der WSO, der World Safety Organisation, und repräsentierte 300.000 beim Film Beschäftigte als Vizepräsident des Hollywood Entertainment Labor Council. Zudem ist er Vorstandsmitglied der Donna Reed Foundation und arbeitet beim Donna Reed Festiva in Denison, Iowa mit.
Für seine Arbeit als Kinderdarsteller in der Donna Reed Show wurde Paul Petersen mit dem Young Artist Award ausgezeichnet.

## Filmografie (Auswahl)
- 1957: Das Geheimnis des steinernen Monsters (The Monolith Monsters)
- 1958: Hausboot (Houseboat)
- 1958–1966: Mutter ist die Allerbeste (The Donna Reed Show; Fernsehserie, 275 Folgen)
- 1964: Die Leute von der Shiloh Ranch (The Virginian; Fernsehserie, 1 Folge)
- 1967: Der gnadenlose Ritt (A Time for Killing)
- 1967: Der glücklichste Millionär (The Happiest Millionaire)
- 1968: Big John macht Dampf (Something for a Lonely Man)
- 1968: Mannix (Fernsehserie, 1 Folge)
- 1972: Cannon (Fernsehserie, 1 Folge)
- 1982–1985: Matt Houston (Fernsehserie, 8 Folgen)
- 1984: High School U.S.A. (Fernsehfilm)
- 1985: Trapper John, M.D. (Fernsehserie, 1 Folge)
- 1985: Das A-Team (The A-Team; Fernsehserie, 1 Folge)
- 1989: Mike Hammer – Mädchen, Morde und Moneten (Mike Hammer: Murder Takes All; Fernsehfilm)
- 1998: X-Factor: Das Unfassbare (Beyond Belief: Fact or Fiction; Fernsehserie, 1 Folge)
- 2003: Dickie Roberts: Kinderstar (Dickie Roberts: Former Child Star)
- 2010: The Portal